# John Hyams
John Hyams, född 19 december 1964, är en amerikansk filmregissör, manusförfattare, och filmfotograf, samt son till filmskaparen Peter Hyams.

## Karriär
Hyams tog examen från School of Visual and Performing Arts på Syracuse University, och blev sedan en bemärkt målare och skulptör, som hade utställningar, såväl som försäljningar, av sina verk i både New York och Los Angeles. Han började därefter att bli ett känt ansikte i Hollywood år 1997, då han både skrev, producerade, och regisserade den kritikerrosade filmen One Dog Day, som debuterade på filmfestivalen Taos Talking Pictures Film Festival. Han har efter detta varit regissör på flertalet dokumentärserier, samt ett flertal avsnitt av ABC-serien På spaning i New York (NYPD Blue).
År 2009 var Hyams regissör på den femte Universal Soldier-filmen Regeneration, vilket han även var på den sjätte filmen, Day of Reckoning, år 2012. Båda av dessa två filmer har belgaren Jean-Claude Van Damme och svensken Dolph Lundgren i huvudrollerna.
Mellan åren 2014 och 2015 regisserade Hyams ett flertal avsnitt av skräckserien Z Nation, inklusive dess pilotavsnitt. Han har också regisserat TV-serier som Chicago P.D., Chicago Fire, och Chucky, samt varit showrunner för Z Nation-spinoffen Black Summer. År 2020 var han regissör på thrillerfilmen Alone, samt på den Kevin Williamson-skrivna skräckfilmen Sick från 2022, som producerades av Jason Blums produktionsbolag Blumhouse Productions.

## Filmografi (i urval)

### Filmer
- 2009 – Falskt alibi (assisterande producent)
- 2009 – Universal Soldier: Regeneration
- 2012 – Dragon Eyes
- 2012 – Universal Soldier: Day of Reckoning
- 2020 – Alone
- 2022 – Sick

### TV-serier
- 2003–2005 – På spaning i New York (TV-serie)
- 2014–2017 – Z Nation (TV-serie)
- 2016–2017 – The Originals (TV-serie)
- 2017–2019 – Chicago P.D. (TV-serie)
- 2017 – Chicago Fire (TV-serie)
- 2019 – Legacies (TV-serie)
- 2019–2021 – Black Summer (TV-serie)
- 2022 – Roswell, New Mexico (TV-serie)
- 2022–2023 – Chucky (TV-serie)